# N150 (België)
De N150 is een gewestweg in de Belgische provincie Antwerpen. Deze gewestweg vormt de verbinding tussen de A12 en de R10. Over het ganse traject heet deze gewestweg Gerard Le Grellelaan.
De totale lengte van de N150 bedraagt ongeveer 850 meter.